# Mouvement blanc en Transbaïkalie
25 août 1918 – 21 novembre 1920
Le mouvement blanc en Transbaïkalie était une période de confrontation entre les Soviétiques et les Armées blanches pour la domination en Transbaïkalie de décembre 1917 à novembre 1920, pendant la guerre civile russe. Il formait de facto un pays, l'État blanc transbaïkal, aussi désigné sous le nom de république Transbaïkalienne et de république cosaque Transbaïkalienne.

## Étapes initiales
La première formation militaire régulière des Blancs fut le détachement Spécial Mandchourien (SMD) composé de 9 officiers, 35 Cosaques et 40 Bouriates le 12 décembre 1917, par Grigori Semionov. En août 1918, la SMD disposait d'une force considérable et sa force augmenta grâce à l'assistance militaire japonaise. Les Japonais étaient intéressés par la conquête de la Transbaïkalie et de ses ressources et surtout ils ont soutenu Grigori Semionov à la suite de la confrontation avec l'amiral Koltchak soutenu par les Britanniques . Le détachement spécial de Mandchourie et le corps expéditionnaire japonais lancèrent la première offensive massive pour conquérir Tchita au printemps 1918 mais furent repoussés. Finalement, Tchita fut prise le 25 août 1918. C'était le début de l'intervention japonaise en Sibérie et Tchita devint le quartier général de la 5e division japonaise pendant plus de deux ans.

## Nouvelle réalité en Transbaïkalie

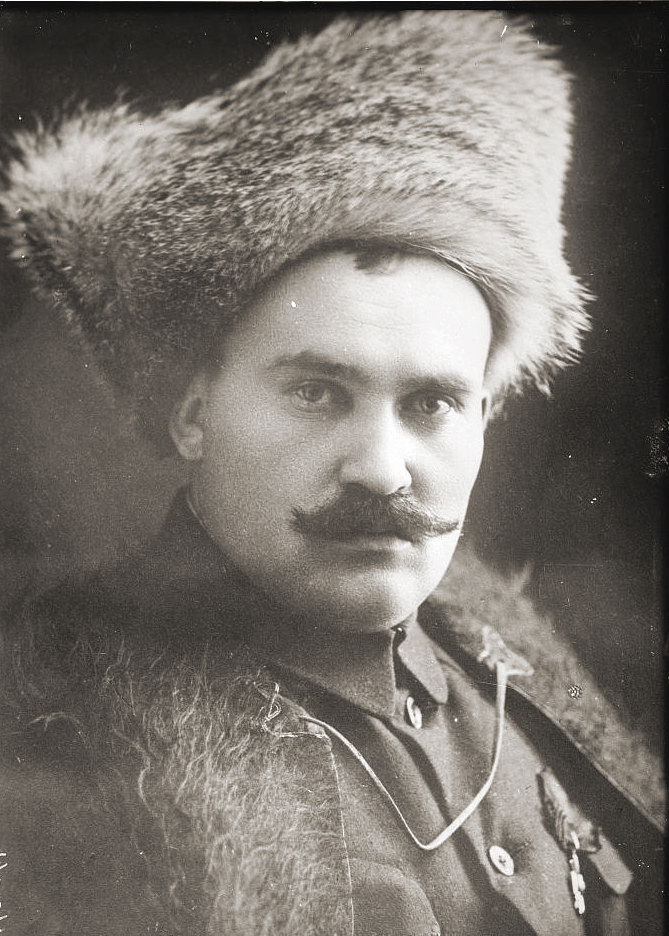
Portrait de l'ataman Semionov.

La première action du gouvernement blanc nouvellement formé fut « d'encourager » les cosaques du Baïkal à rejoindre l'armée blanche de Grigori Semionov. Les cosaques du Baïkal ont été enrôlés dans les formations militaires nouvellement formées, parmi lesquels même le régiment juif a été créé afin de réunir toutes les ressources possibles. Au total, Ataman Semionov réussit à constituer une armée de 20 000 hommes en mai 1920. Après avoir pris Tchita et expulsé les Soviétiques à l'été 1918, le futur Ataman Semionov et ses conseillers commencèrent à former de nouvelles institutions gouvernementales. Le 25 août 1918, le gouvernement provisoire de l'oblast a été créé à Tchita par les anciens membres de la Douma de la ville de Tchita, du Zemstvo de l'oblast de Transbaïkalie et du conseil d'administration de l'ouïezd de Tchita. Le gouvernement provisoire de l'oblast comprenait de nombreux Juifs de diverses affiliations politiques.
Le gouvernement s'est déclaré sous la juridiction du gouvernement provisoire sibérien situé à Omsk et a immédiatement annulé tous les actes soviétiques liés aux confiscations.
Le 14 septembre 1918, Grigori Semionov arriva à Tchita et, avec les Japonais, il commença son ascension vers l'autocratie. Il devint commandant en chef de l'armée séparée de Sibérie orientale, fut déclaré chef des cosaques du Baïkal et finalement, le 9 juillet 1919, le gouvernement de l'amiral Koltchak le nomma chef de toutes les institutions gouvernementales de Transbaïkalie. Bien qu'il soit devenu un dirigeant autocratique de la Transbaïkalie, l'ataman Semionov a conservé tous les organes représentatifs tels que les assemblées et conseils d'administration de l'oblast et de l'ouïezd, les doumas municipales et les syndicats. En outre, l'ataman Semionov a laissé les activités politiques de divers partis, même des bolcheviks, s'ils ne tentaient pas d'enfreindre les lois en vigueur.
Dès les premiers mois de son règne sur la Transbaïkalie, Grigori Semionov avait choisi la terreur comme moyen d'oppression contre les mécontents. Cela n'a pas apporté les résultats escomptés mais le début d'un mouvement partisan de résistance massive. L'ataman Semionov a essayé d'être plus libéral envers les différentes couches sociales, mais il a été impossible de pacifier tous les groupes en conflit. Avec les Japonais, il lança une série d'opérations militaires contre les mouvements de résistance partisans des cosaques du Baïkal et des paysans locaux. L'une des opérations notables contre les partisans fut la bataille de Bogdat à l'automne 1919, au cours de laquelle Grigori Semionov était sur le point de mettre fin au front transbaïkalien oriental. Les actions des troupes japonaises et de Semionov ont été brutales envers les partisans et les habitants. En conséquence, de nombreux habitants ont rejoint les partisans et sont devenus une force considérable d'environ 30 000 membres du Front de l'Amour. Ce dernier avait joué un rôle important dans la fin du régime d'Ataman Semionov en Transbaïkalie à l'automne 1920.
Après la défaite de l'amiral Koltchak, l'ataman Semionov a formé le gouvernement de la périphérie orientale de la Russie, dirigé par le membre du Parti constitutionnel démocrate SA Taskin.

## Fin du régime de l'ataman Semionov en Transbaïkalie
Après la défaite des armées de l'amiral Koltchak dans l'Oural et en Sibérie occidentale, la grande marche de glace de Sibérie du reste des 30 000 hommes de l'armée de Vladimir Kappel commença en janvier 1920 en direction de Tchita. Le général Vladimir Kappel est décédé des suites de profondes engelures le 25 janvier 1920 et son corps a été brièvement enterré à Tchita . En février 1920, les Forces de la périphérie est de la Russie furent créées et le 27 avril 1920, sous le nom d'Armée d'Extrême-Orient, dirigée par le commandant en chef de toutes les formations militaires de la périphérie est de la Russie, l'ataman Grigori Semionov.
L'armée comprenait les unités suivantes :
- 1er corps transbaïkalien , lieutenant-général Grigori Semionov (10 mars au 23 juillet 1920) ; Lieutenant-général Gueorgui Matssievski (depuis juillet 1920)
- lieutenant-général du 2e corps de fusiliers distincts Grigori Verjbitski (février au 23 août 1920) ; Major-général Innokenti Smoline (depuis le 23 août 1920)
- 3e corps de fusiliers séparé, major-général Viktorine Moltchanov (depuis le 22 février 1920)

De plus, toutes les unités cosaques n'étaient pas incluses dans l'armée d'Extrême-Orient. Le 1er août 1920, la division de cavalerie asiatique dirigée par Roman von Ungern-Sternberg fut reformée en détachement de partisans mais les troupes d'Ungern-Sternberg quittèrent le front pour la Mongolie.
Après la signature de l'accord de Gongota de 1920 entre la république d'Extrême-Orient et le corps expéditionnaire japonais, l'ataman Semionov s'est retrouvé sans aucun soutien. Il a même tenté de négocier avec les Soviétiques et l'ataman Semionov a formé l'Assemblée populaire de Transbaïkalie afin de sauver son gouvernement, mais en vain. Les troupes japonaises quittèrent la Transbaïkalie le 19 octobre 1920 et les troupes de Grigori Semionov se retirèrent de Tchita le 22 octobre. L'armée d'Extrême-Orient quitta sa base de ravitaillement de la gare de Daourie pour la Mongolie, où elle fut engagée dans une série d'affrontements avec les Rouges et les troupes chinoises. Ensuite, l'armée s'est déplacée vers la Mandchourie et a combattu dans l'Extrême-Orient russe jusqu'en novembre 1922, date à laquelle elle a finalement été évacuée vers la Chine. La plupart des réfugiés se sont installés près de Hailar.